# RSZD–10 Pionyer
Az RSZD–10 Pionyer (NATO-kódja: SS–20 Saber) három atomtöltettel felszerelt közepes hatótávolságú ballisztikus rakétarendszer, amelyet a Szovjetunió 1976–1988 között telepített saját területén és Közép-Európában. GRAU-kódja 15ZS45. A rakétát a közepes hatótávolságú rakéták felszámolásáról kötött szerződés nyomán vonták ki a hadrendből.

## Története
Az 1958 és 1961 között telepített R–12 Dvina és R–14 Csuszovaja rendszerek felváltására 1966-ban kezdték el a Moszkvai Hőtechnikai Intézetben a rakéta fejlesztését Alekszandr Nadiradze akadémikus vezetésével. 1968-ra alakult ki a végleges koncepció, 1974-ben pedig végrehajtották az első kísérleti indítást. 1976. március 11-én döntött a szovjet vezetés a rakéták telepítéséről, és még az év augusztusában az első telepített rendszer elérte a bevethetőségi szintet.
1980-ban jelent meg a javított harcászati-műszaki jellemzőkkel rendelkező modernizált változata, az 5500 km hatótávolságú Pionyer-UHTT rendszer (GRAU-kódja: 15ZS53).
Az 1988-ig folytatott rakétatelepítések nyomán összesen 48 rakétabázist építettek ki, ahol 405 rakétát állomásoztattak. A sorozatgyártást a Votkinszki Gépgyár végezte. Összesen  654 rakétát gyártottak.
Az Egyesült Államok az RSZD–10 rakéták ellensúlyozására Pershing II közepes hatótávolságú ballisztikus rakétákat és Tomahawk manőverező robotrepülőgépeket telepített Nyugat-Európába.
Legnagyobb számban 1986-ban állt hadrendben, akkor 441 db rendszer üzemelt. A rakétákat az 1987-ben aláírt szovjet–amerikai INF-szerződés értelmében megsemmisítették. Az első rakétákat a Csitai területen indítással semmisítették meg. Később más módszert alkalmaztak. A rakéták nagyobbik részét a Kapusztyin Jar-i lőtéren robbantással tették használhatatlanná. A hordozó járművekről a szállító-indító berendezést, valamint a rakétát kiszolgáló berendezéseket eltávolították. Több járművet mint nehéz vontatót és darut alkalmaztak később. Az utolsó RSZD–10 rakétát 1991. május 12-én semmisítették meg. A rendszer néhány szállító-indító járműve múzeumokba került.

## Külső hivatkozások
- Fényképek az Orosz Fegyveres Erők Központi Múzeumában kiállított RSZD–10 szállító-indító járművéről
- Az RSZD–10